# Madeleine Barbulée
Marie-Madeleine Eugénie Barbulée, född 2 september 1910 i Nancy, Grand Est, död 1 januari 2001 i Paris, var en fransk skådespelerska.

## Roller i urval
- 1948 – Som folk är värst
- 1952 – Förbjuden lek
- 1952 – Nattens skönheter
- 1953 – Brottslig kärlek
- 1953 – Bröllopsgåvan
- 1955 – Kärleksmanöver
- 1956 – Ringaren i Notre Dame
- 1958 – Samhällets olycksbarn
- 1959 – Älskare utan hänsyn
- 1965 – Håll masken, tomtegubbar